# زنان ۱۹۱۵
زنان ۱۹۱۵ (ارمنی: 1915-ի կանայք) همچنین تحت عنوان (Femmes de 1915) یک فیلم مستند دربارهٔ نسل‌کشی ارمنی‌ها است محصول سال ۲۰۱۶ که توسط بارت مارونیان کارگردانی و نویسندگی شده است. پریمیر این مستند در نیوجرسی، سیدنی، ملبورن، لس آنجلس، تورنتو صورت گرفته است.

## بازیگران
- گلوریا ساندرز در نقش راوی
- لوری تاتولیان در نقش خودش

## یادداشت
1. ↑  Bared Maronian